# Taller de la Font de Llinars
El Taller de la Font de Llinars és un jaciment arqueològic que segurament va tenir la funció de lloc o centre de producció i explotació taller de sílex, al municipi de Font-rubí (l'Alt Penedès), declarat Bé cultural d'interès local.
Data de l'Epipaleolític i el Neolític antic (9000-3500 aC). S'hi van poder localitzar eines de sílex, que es conserven al Museu de Vilafranca del Penedès.